# Mazerny
Mazerny è un comune francese di 118 abitanti situato nel dipartimento delle Ardenne nella regione Grand Est.
È qui che nacque il presbitero e filosofo Jean Meslier.

## Società

### Evoluzione demografica
Abitanti censiti